# Jaskinia Jasna (Zakrzówek)
Jaskinia Jasna – jaskinia krasowa, znajdująca się w Krakowie, w północno-zachodniej części wzgórza zrębowego Krzemionek Zakrzowskich, w części zwanej Skałkami Twardowskiego, niedaleko Wisły. 

## Opis jaskini
Jaskinia ma otwór wejściowy o wysokości 5 m i szerokości 13 m na zachodniej, pionowej ścianie muru skalnego w zachodniej części Skałek Twardowskiego w pobliżu Jednostki Wojskowej. Jej zwiedzanie jest niebezpieczne ze względu na możliwość oberwania się ze stropu głazów. Duże ilości takich oberwanych głazów zalegają dno jaskini. 
Za otworem wejściowym znajduje się duża komora, której dno zawalone dużymi głazami opada w kierunku wschodnim. W części tylnej komora przechodzi w ciasny kanał. Ma on długość 40 m. Mniej więcej w połowie długości kanału odgałęziają się od niego korytarze – w początkowej części niskie i ciasne, dalej przechodzące w niemożliwe do przejścia szczeliny. Na końcu głównego kanału znajduje się komin. Jest zablokowany dużymi głazami, ale wyczuwalny w nim jest przewiew.
Jaskinia powstała w uławiconych wapieniach z jury późnej. Na ścianach komory występują ławice krzemiennych buł i anastomatyczne kanaliki. Kanał i korytarzyki tylnej części powstały w wyniku przepływu wody. Brak szaty naciekowej. namulisko w początkowej części kanału pokrywa gruz skalny z licznymi krzemieniami, dalej ił. Namulisko w komorze składa się z rumoszu skalnego.
Oświetlona światłem słonecznym jest tylko jej wstępna korytarza, dalsze części jaskini są ciemne. Mikroklimat jaskini cechuje się silnym przewiewem i jest uzależniony od środowiska zewnętrznego. Zimą jaskinia zamarza, wskutek czego powstają w niej liczne lodowe stalagmity, stalaktyty i stalagnaty. W lecie natomiast z kanału i korytarzyków wydobywa się zimne powietrze.
Przy otworze jaskini rosną mchy i rośliny, w jaskini występują pająki. Zimą 1997/98 w kominie na końcu kanału hibernował podkowiec mały (Rhinolophus hipposideros).

## Historia poznania i eksploracji
Jaskinia znana jest od dawna. Po raz pierwszy opisał ją W. Kuźniar w 1921 r., sporządził też jej plan. W 1983 r. A. Tyrpa odsłonił wejście do korytarzyków odbiegających od środkowej części kanału. Przed I wojną światową komora została powiększona wskutek eksploatacji wapienia. Podczas I wojny światowej otwór jaskini został przez saperów austriackich znacznie powiększony i zmieniony materiałami wybuchowymi. Wybuchy spowodowały skruszenie stropu, co sprzyja obrywaniu się z niego głazów. Woda zamarzająca zimą w szczelinach dodatkowo powoduje kruszenie i obrywy. W 1998 r. oderwały się ze stropu głazy o łącznej masie około 15 ton. Kolejne obrywy wystąpiły w roku 1999, 2000, 2006. W 2007 r. oberwała się w środkowej części komory warstwa ławic o miąższości około 3 m. Zagrożony zawaleniem się jest cały strop jaskini.
W kwietniu 2021r. po oberwaniu się kolejnej warstwy stropu wejście do jaskini zostało zagrodzone barierką przez Zarząd Zieleni Miejskiej w Krakowie. W pobliżu umieszczono również informacje o zakazie wstępu do jaskini i niebezpieczeństwie związanym ze spadającymi głazami.
Jaskinię zinwentaryzował Kazimierz Kowalski w 1951 roku, jej dokumentację sporządzili M. Szelerewicz i A. Górny w 2009 r. 

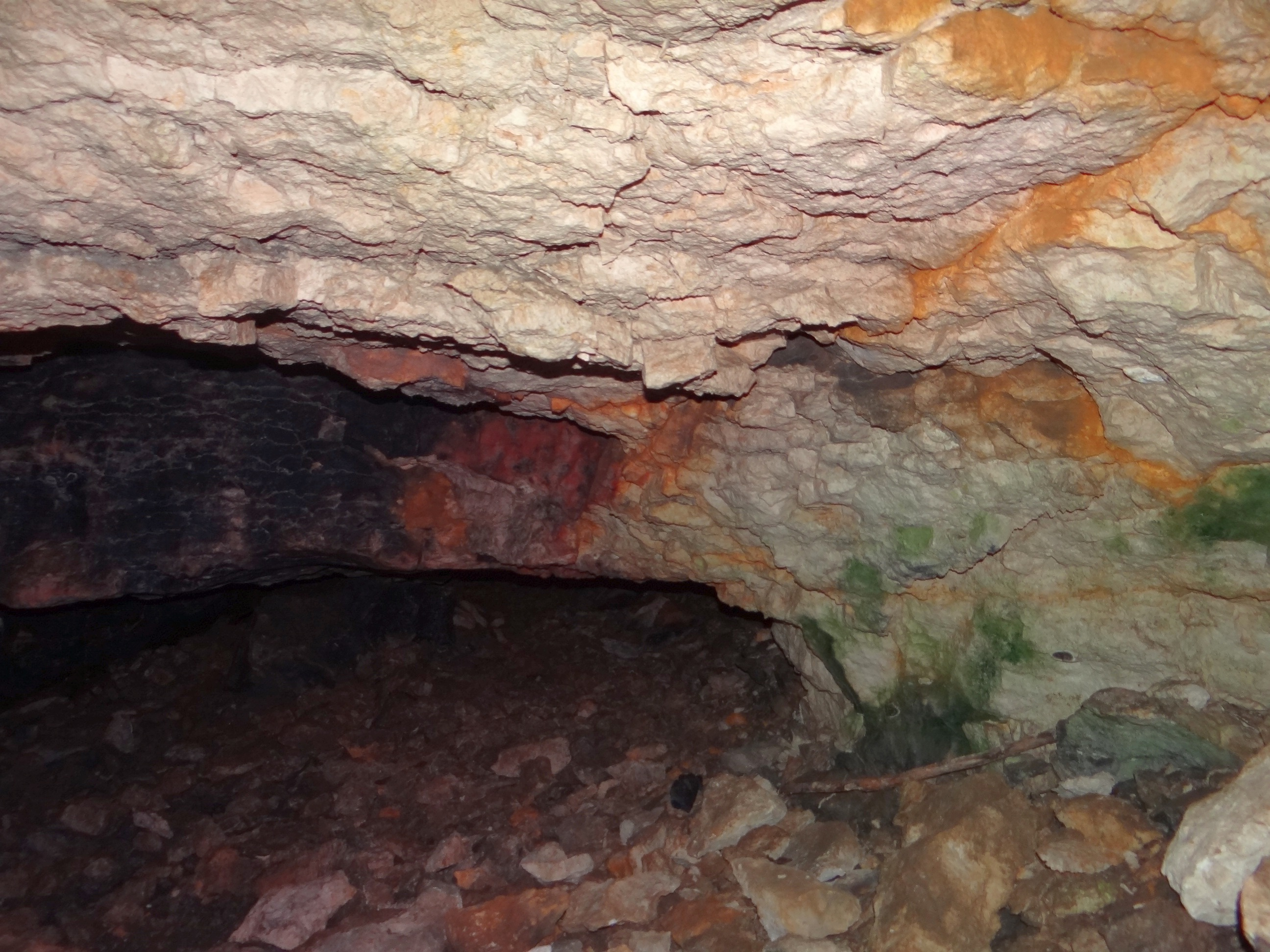
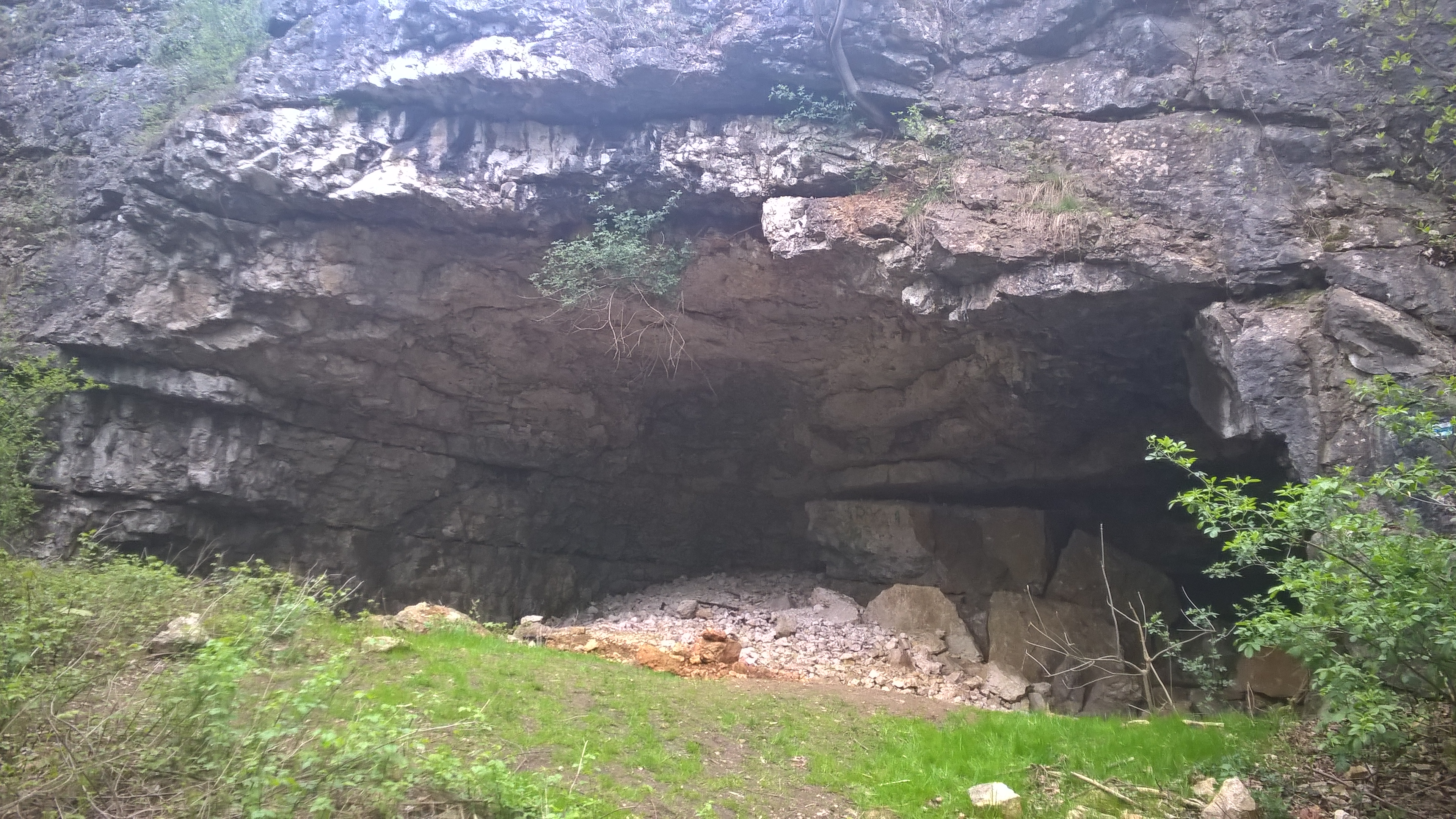
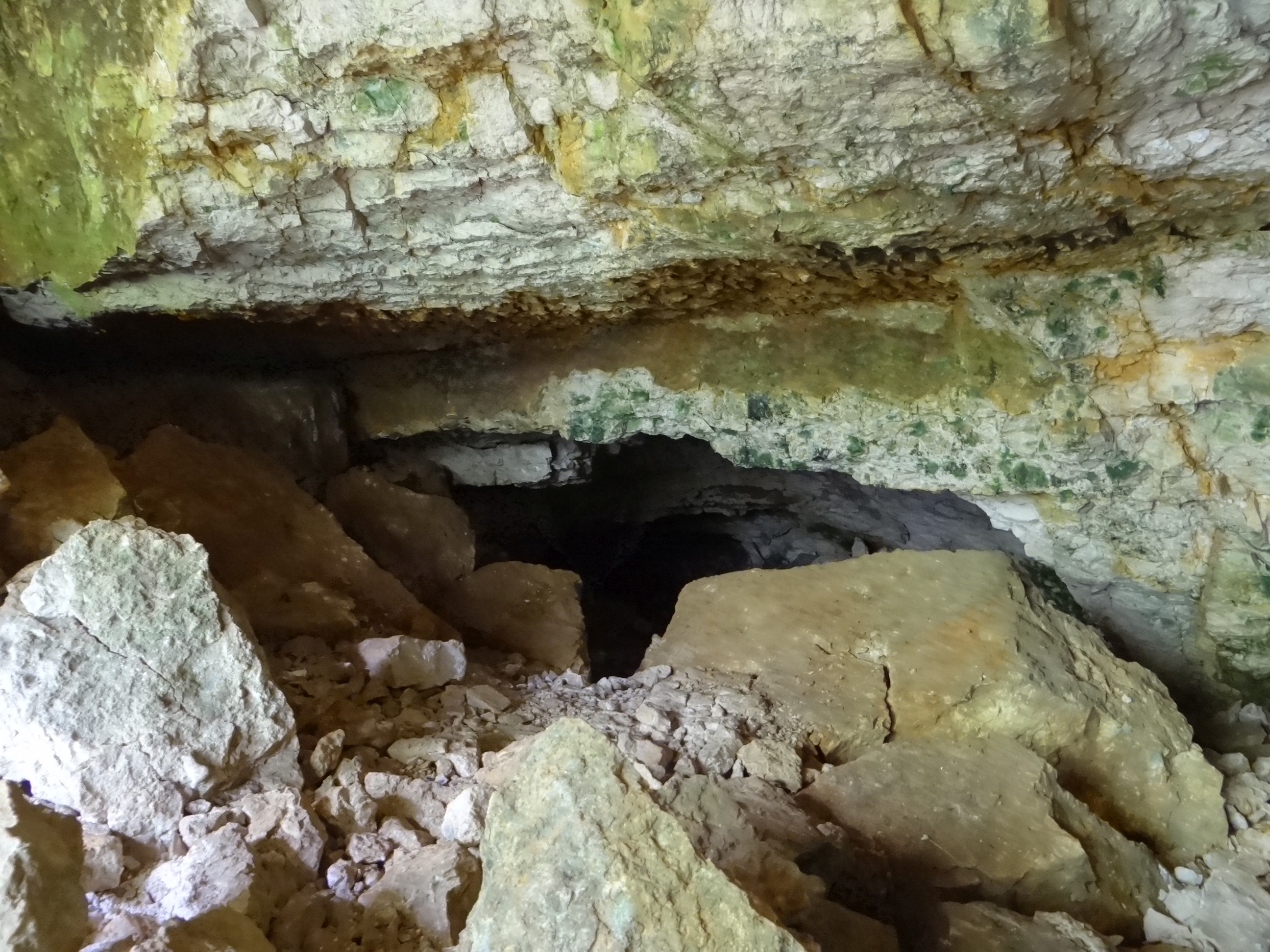
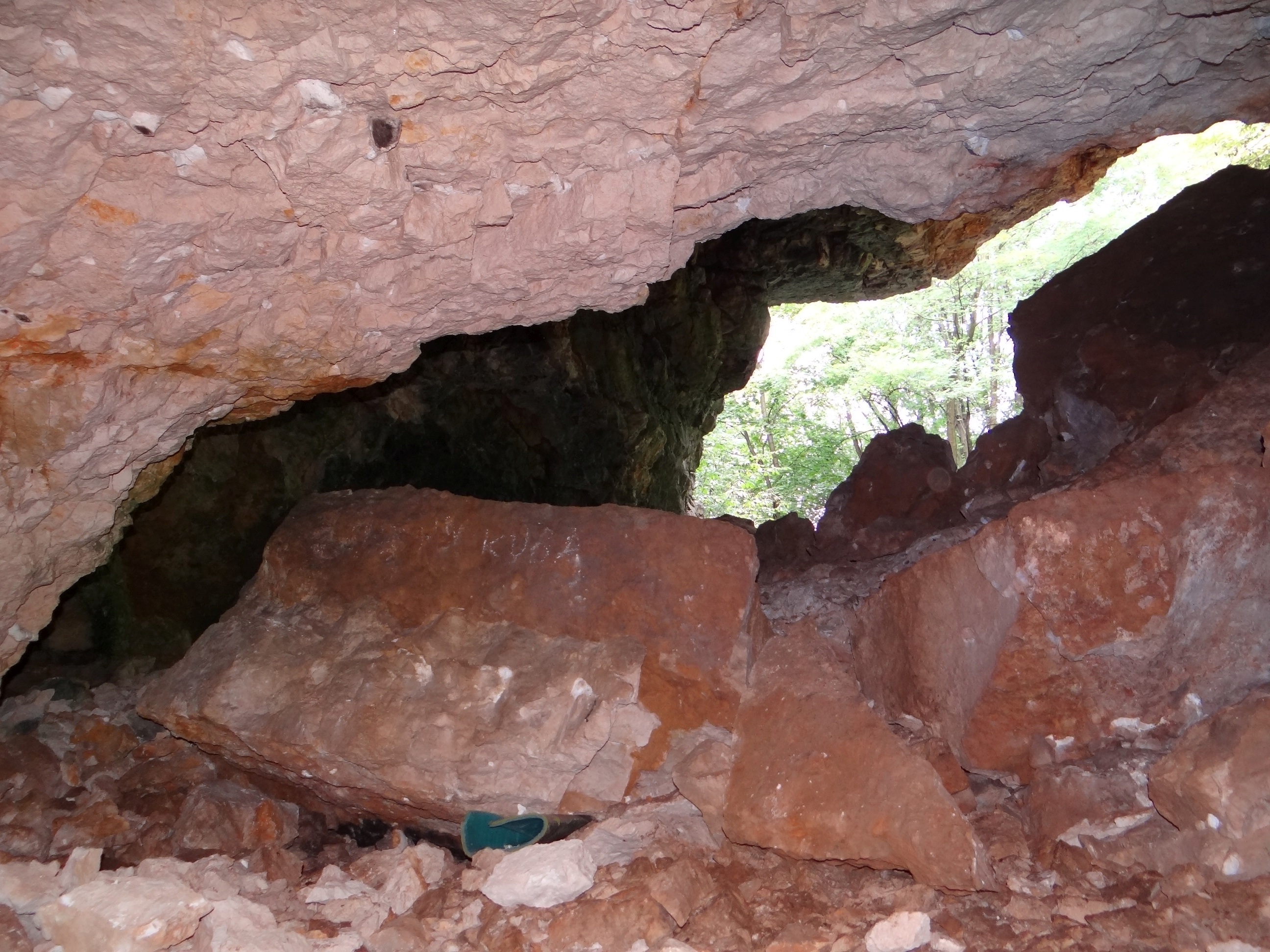
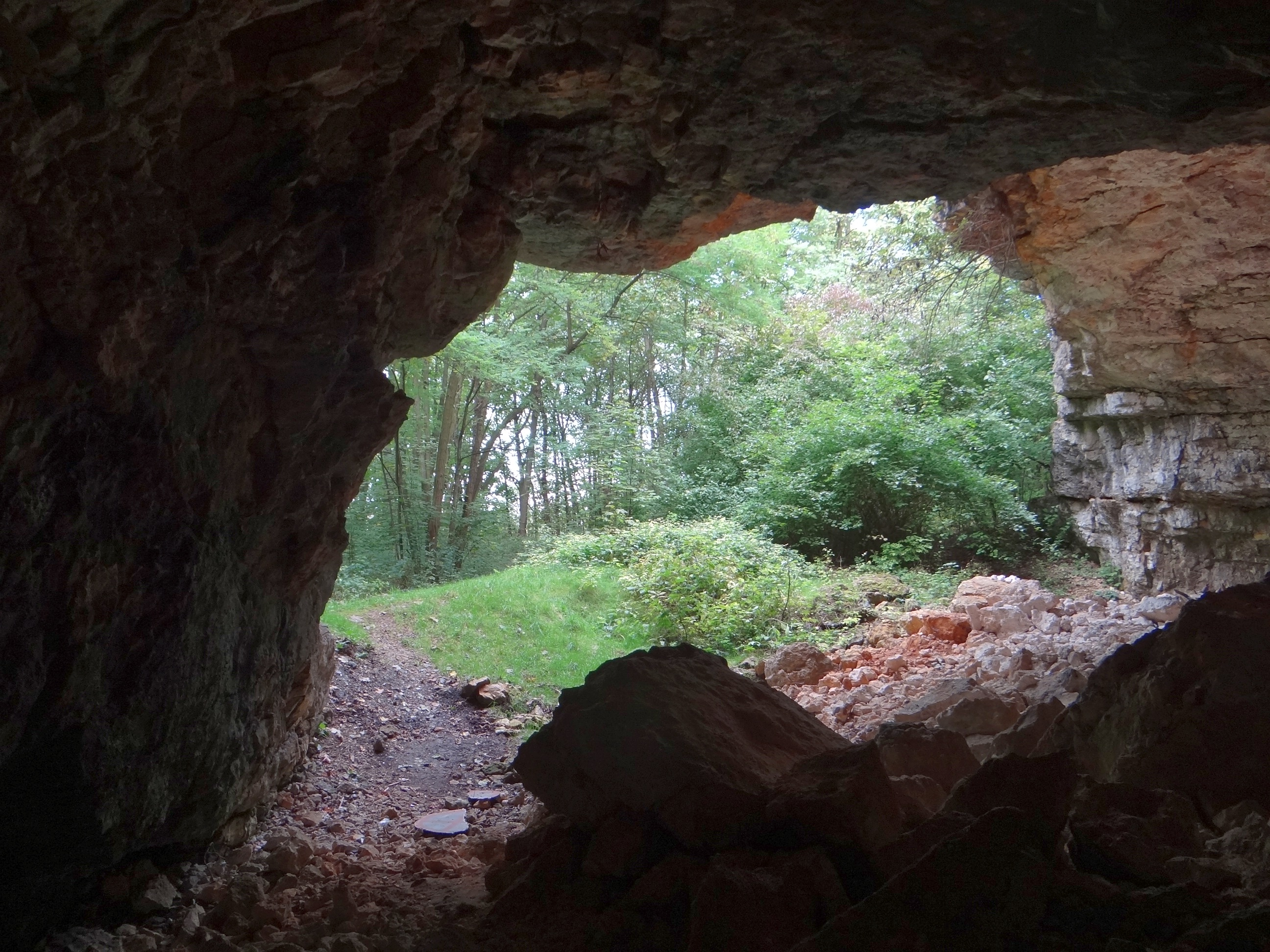
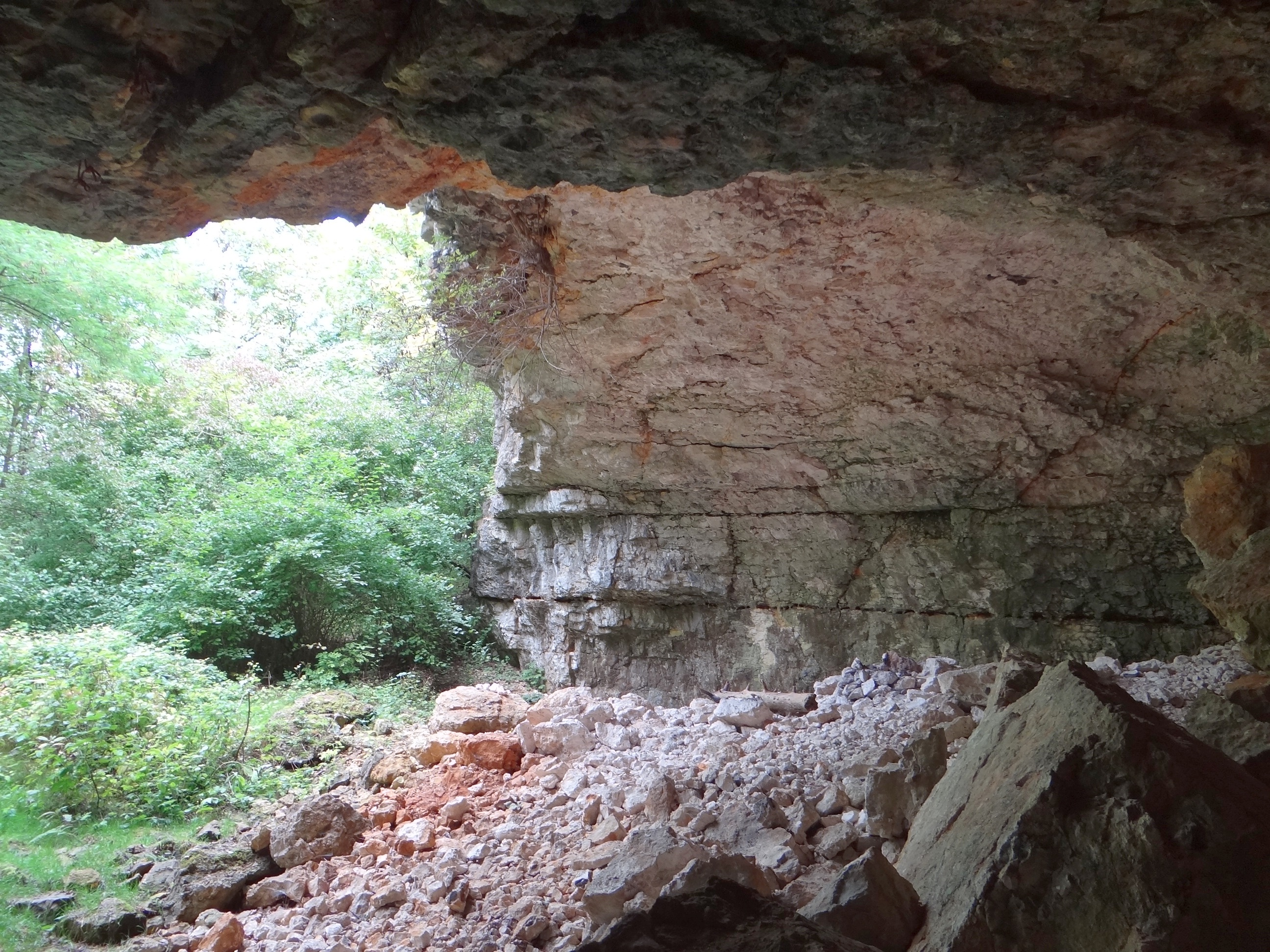